# Broad Channel (Rockaway Line)
Broad Channel is een station van de metro van New York aan de Rockaway Line (A-trein) en de Rockaway Park Shuttle (S).
Het station bevindt zich op de kruising van Noel Road en West Road op het eiland Broad Channel gelegen in Jamaica Bay. Het is het enige station op het eiland, onderdeel van de borough Queens. Tevens is Broad Channel het noordelijke eindpunt van de Rockaway Park Shuttle dienst, die op de Rockaways de meer westelijke stations bedient, waar de Rockaway zelf de oostelijk gelegen stations bedient. Het is geopend op 28 juni 1956 en het eerstvolgende station in noordelijke richting is Howard Beach-JFK Airport. In zuidelijke richting is het volgende station op de hoofdlijn Beach 67th Street.
Het station bevindt zich op straatniveau.
Van 1880 tot 1950 werd het eiland bediend door een station op dezelfde locatie uitgebaat door en bediend door een treindienst van de Long Island Rail Road (LIRR).
 ·  ·  ·  ·  ·  ·  ·  ·  · 
Van noord naar zuid: Broad Channel · Beach 90th Street · Beach 98th Street · Beach 105th Street · Rockaway Park-Beach 116th Street